# Interferómetro de trayecto común
Un interferómetro de trayecto común es una clase de interferómetro en el que el rayo de referencia y el rayo analizado recorren el mismo camino. Los ejemplos incluyen el interferómetro de Sagnac, el interferómetro de punto de difracción, y el interferómetro de Zernike de contraste de fase. Un interferómetro de trayecto común generalmente es más resistente a vibraciones externas que un "interferómetro de camino doble" como el interferómetro de Michelson o el interferómetro de Mach-Zehnder.  Aunque viajen a lo largo del mismo camino, el rayo de referencia y el de muestra pueden hacerlo en sentidos opuestos, o pueden viajar a lo largo de la misma dirección pero con la misma o distinta polarización.
Los interferómetros de camino doble son altamente sensibles a cambios de fase o a cambios de longitud del recorrido entre el rayo de referencia y el rayo de muestra. Debido a esto, los interferómetros de camino doble han encontrado un amplio uso en ciencia e industria para la medida de desplazamientos pequeños, cambios de índice de refracción, irregularidades de superficie y otras propiedades similares.

## Ejemplos

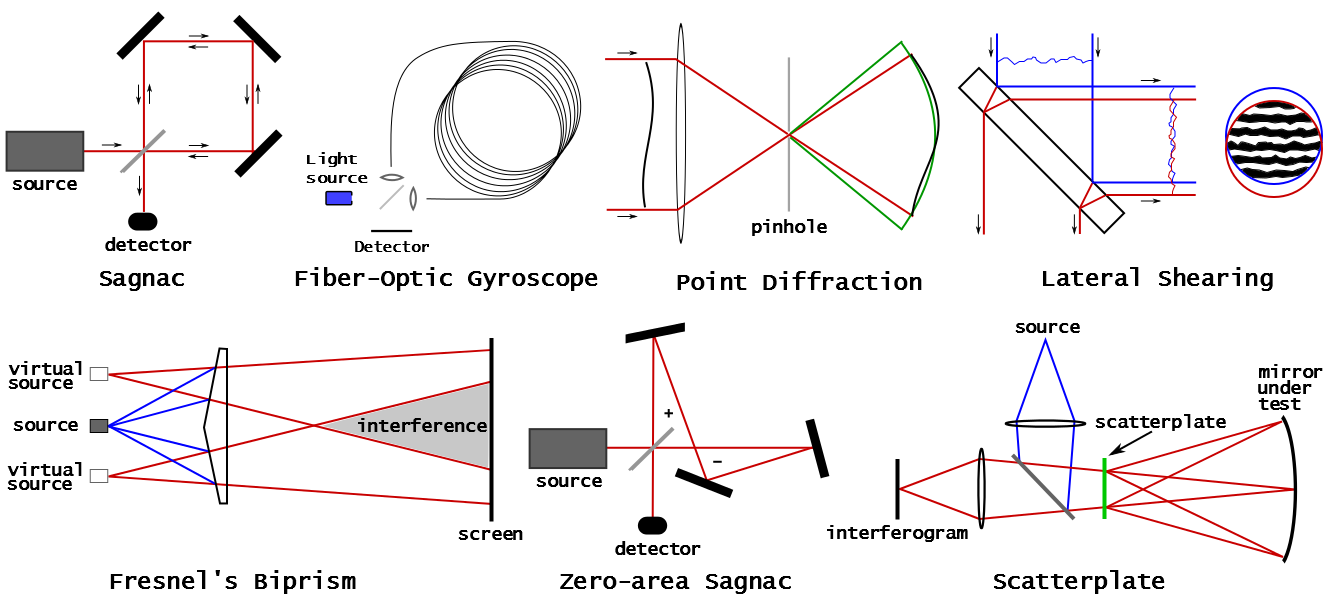
Figura 1. Distintos sistemas de interferómetros de trayecto único

### Sagnac
Los interferómetros Sagnac son totalmente inadecuados para medir longitudes o cambios de longitud. En un interferómetro Sagnac, los dos rayos parten simultáneamente del divisor de haces, recorren los cuatro lados de un rectángulo en direcciones opuestas y se recombinan nuevamente junto al punto de partida. El resultado es que el dispositivo es completamente insensible a cualquier movimiento de sus componentes ópticos. De hecho, para hacer que el interferómetro sea útil para medir cambios de fase, los rayos tienen que ser separados ligeramente de modo que no sigan un camino perfectamente común. Incluso con una separación mínima de los rayos, ofrecen patrones de interferencia de gran contraste y excelentes estabilidad. Son posibles dos topologías básicas, difiriendo del número par o impar de reflexiones en cada camino. Con un número impar de reflexiones, como en el caso ilustrado, los frentes de onda de los rayos opuestos son lateralmente alternados en la mayor parte del recorrido de la luz, por lo que la topología del dispositivo no es estrictamente de trayecto común.
Su propiedad más interesante es la sensibilidad a la rotación. Las primeras mediciones de los efectos de la rotación en esta forma de interferómetro fueron publicadas en 1913 por Georges Sagnac, quien erróneamente pensó en su capacidad para detectar la "rotación del éter" refutando la teoría de la relatividad. La sensibilidad actual de estos dispositivos supera ampliamente la del diseño original de Sagnac, siendo proporcional al área circunscrita por los rayos de luz. En los giroscopios de fibra óptica, descendientes del interferómetro de Sagnac, se utilizan miles de bucles de fibra óptica en vez de espejos, de forma que incluso aparatos de pequeño tamaño detectan fácilmente la rotación de la Tierra. Los giroscopios láser de anillo (no ilustrados) son otra forma de sensores de rotación basados en el efecto Sagnac que tienen importantes aplicaciones en sistemas de guiado inercial.
Debido a su contraste y estabilidad del patrón de interferencia excepcionales, los interferómetros que utilizan la configuración de Sagnac jugaron un importante papel en los experimentos que condujeron a Einstein al descubrimiento de
la relatividad especial, y en su defensa subsiguiente contra retos teóricos y experimentales. Por ejemplo, un año antes de su famoso experimento de 1887, Michelson y Morley (1886) repitieron el experimento de Fizeau de 1851, introduciendo el interferómetro de Sagnac en el montaje, obteniendo una alta estabilidad en los patrones de interferencia observados (hasta el punto de que un fósforo encendido colocado en el camino de la luz no alteraba el patrón). En 1935, Gustaf Wilhelm Hammar refutó un reto teórico a la relatividad especial cuando intentaba explicar los resultados del experimento de Michelson-Morley en relación con el arrastre del éter, utilizando un interferómetro de Sagnac con un número impar de reflexiones. Pudo operar este interferómetro a cielo abierto (en lo alto de una colina), y sin control de temperatura, y aun así conseguir lecturas con una precisión de 1/10 del grosor de una línea de interferencia.

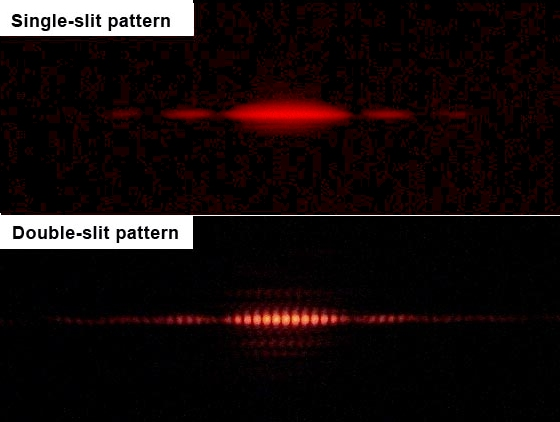
Figura 2. El experimento de Young. Patrón sencillo y doble.

### Difracción de punto
Otro interferómetro de trayecto común utilizado para probar lentes y en análisis de flujo de fluidos es el interferómetro de punto de difracción (PDI), inventado por Linnik en 1933.  El rayo de referencia está generado por la difracción en un pequeño "agujero de alfiler" (con un diámetro equivalente a la mitad del correspondiente disco de Airy), en un soporte semitransparente. La Figura 1 ilustra un patrón de interferencia centrado en el agujero. El rayo de referencia difractado en el orificio y la onda de prueba transmitida a través del soporte interfieren para formar un patrón. El diseño de trayecto común del PDI conlleva un número de ventajas importantes: 
- (1) Sólo utiliza un trayecto, al contrario que los diseños de Mach-Zehnder o de Michelson, que requieren dos. Esta ventaja puede ser muy importante en grandes dispositivos interferométricos como los túneles de viento, donde los trayectos ópticos son a través de medios de transmisión turbulentos.
- (2) Los sistemas de diseño de trayecto común simple tienen menos componentes ópticos que los diseños de camino doble, haciendo su alineación mucho más fácil, así como reduciendo coste, tamaño, y peso, especialmente para grandes montajes.
- (3) Mientras que la exactitud de un diseño de trayecto doble es dependiente de la precisión con la que se materialicen sus elementos,  un diseño cuidadoso basta para garantizar la precisión de un PDI.[11][12]

Una desventaja es que la cantidad de luz que pasa a través del orificio depende de lo bien que se pueda centrar en él. Si el frente de la onda incidente está considerablemente distorsionado, la cantidad de luz que consigue atravesar el orificio es muy pequeña. El PDI se usa en varias aplicaciones de óptica adaptiva.

### Cizallamiento lateral
La interferometría de cizallamiento lateral es un método autoreferenciado de captación de ondas luminosas. En vez de comparar un rayo de referencia con un segundo rayo de trayecto separado, se compara un frente de onda con una versión de este mismo rayo modificada. Como resultado,  es sensible a la pendiente de un rayo, no a su forma per se. El interferómetro representado tiene longitudes de recorrido distintos para los dos rayos; debido a esto, tiene que ser utilizado con luz altamente monocromática (láser). Es normalmente utilizado en superficies sin recubrimiento, con objeto de minimizar "reflejos fantasma". Un frente de onda distorsionado por una lente bajo la prueba es reflejado adelante y atrás de la superficie para formar un patrón de interferencia. Variaciones de este diseño básico se usan para probar espejos de precisión. Otras formas de interferómetro de cizallamiento lateral, basadas en los diseños de Jamin, Michelson, Mach–Zehnder, y otros, tienen trayectos compensados y pueden ser utilizado con luz blanca. Además de su uso en pruebas ópticas, también se utiliza en el análisis de películas delgadas, difusión térmica y de sustancias en materiales transparentes,  cálculo del índice y del gradiente de refracción, pruebas de colimación, y óptica adaptativa. La denominación "interferómetro de cizallamiento", es un marco general que incluye sistemas de cizallamiento lateral, Hartmann, Shack-Hartmann, cizallamiento rotacional, cizallamiento plegado, y los interferómetros de máscara de apertura, utilizados en la mayoría de sensores de onda desarrollados industrialmente.

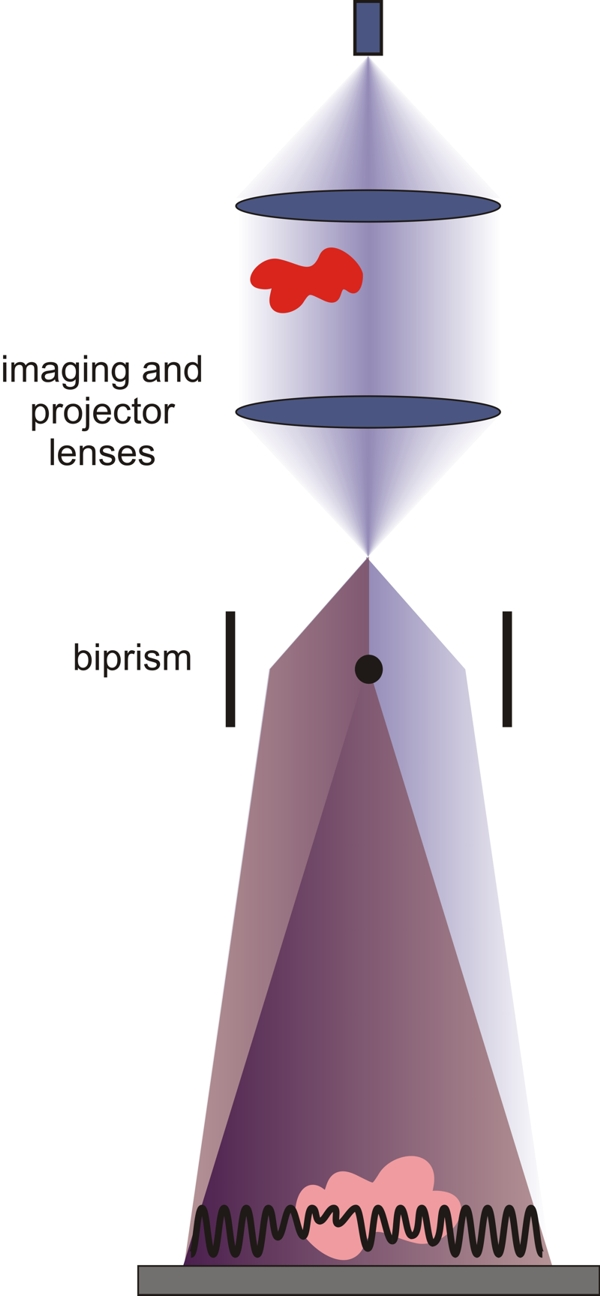
Figura 3. Prisma doble utilizado en un sistema de holografía electrónica.

### Prisma doble de Fresnel
Desde una perspectiva moderna, el resultado del experimento de la rendija doble de Young (ver Figura 2) apunta claramente hacia la naturaleza ondulatoria de la luz, pero esto no fue así hasta el comienzo del siglo XIX. Newton, después de todo, había observado lo que son ahora reconocidos como fenómenos de difracción, y escribió acerca de ellos en su Tercer Libro de Óptica, interpretándolos de acuerdo con su teoría corpuscular de la luz.  Los contemporáneos de Young objetaron que sus resultados sencillamente podrían representar efectos de difracción de los bordes de las rendijas, nada diferentes en principio de los patrones de interferencia que el mismo Newton había observado anteriormente. Augustin Fresnel, quién apoyaba la teoría ondulatoria, diseñó una serie de experimentos para demostrar que los efectos de interferencia observados no podían ser sencillamente explicados como el resultado de la difracción en los bordes. El más notable de estos ensayos era su uso de un prisma doble para crear por refracción la interferencia de dos fuentes de luz virtuales.
Una versión del prisma doble de Fresnel se utiliza en holografía de electrones, una técnica de imagen que graba fotográficamente el patrón de interferencia de electrones de un objeto. El holograma entonces puede ser iluminado por un láser, de lo que resulta una imagen muy aumentada del objeto original, a pesar de que la preferida actualmente es la reconstrucción numérica de los hologramas. Esta técnica fue desarrollada para obtener una mayor resolución en microscopía electrónica de la que es posible utilizando técnicas convencionales de imagen. La resolución de la microscopía de electrones convencional no está tan limitada por la longitud de onda del electrón, como por las grandes aberraciones de las lentes electrónicas.
La Figura 3 muestra la disposición básica de un microscopio electrónico de interferencia. El prisma doble de electrones consta de un filamento eléctrico delgado cargado positivamente (representado como punto en la figura) abrazado por dos electrodos planos puestos a tierra. El filamento suele ser una fibra de cuarzo revestida de oro, y generalmente no mide más de 1 μm de diámetro. Colocando la muestra a examinar fuera del eje de la fuente de electrones, se genera un frente de onda difractado cuya interferencia al combinarse con el flujo principal crea un holograma.

### Sagnac de Área-Cero
El Observatorio de Ondas Gravitatorias por Interferómetro Láser (LIGO) constó de dos interferómetros Michelson-Fabry-Pérot de 4 km de longitud, operados con un láser de aproximadamente 100 vatios de potencia de en el divisor del haz. Se está estudiando una versión Avanzada del LIGO con un láser de varios kilovatios de potencia,  para el que los científicos tendrán que solucionar múltiples problemas relacionados con la distorsión térmica, con la variación de la frecuencia de los láseres, con el desplazamiento de los espejos y con la birrefringencia inducida térmicamente.

En este sentido, se está planteando utilizar una configuración de Sagnan de Área-Cero. (Véase: Detección de ondas gravitacionales. Interferómetro de Sagnac de Área Cero). Hasta aquel momento no se había decidido ninguna elección para el sistema óptico de la tercera generación del LIGO.

### Dispersión ("Scatterplate")
Una alternativa de trayecto común al interferómetro Twyman-Green es el interferómetro scatterplate, inventado por J.M. Burch en 1953. interferómetro Twyman-Green es un dispositivo de trayecto doble, variante del interferómetro de Michelson que es generalmente utilizado para probar la precisión de superficies ópticas y lentes. Siendo divergentes los trayectos de los rayos de referencia y de muestra, esta forma de interferómetro es extremadamente sensible a las vibraciones y a las turbulencias atmosféricas en los trayectos de la luz, que interfieren con las mediciones ópticas. Las medidas de precisión de una superficie óptica son también extremadamente dependientes de la calidad de la óptica auxiliar. 
Debido a que el interferómetro scatterplate es un dispositivo de trayecto común, los rayos de referencia y de prueba son automáticamente emparejados, de modo que un patrón del orden del cero puede ser fácilmente obtenido incluso con luz blanca. Es relativamente insensible a vibraciones y turbulencias, y la calidad de la óptica auxiliar no es tan crítica como en un interferómetro de Twyman-Green. Aun así, el contraste del patrón de interferencia es más bajo, y su característica zona focal pueden hacerlo inadecuado para varios propósitos. Se ha descrito una gran variedad de otros interferómetros de trayecto común utilizados para el calibrado de elementos ópticos.
La Figura 1, en su esquina inferior derecha, muestra un interferómetro instalado para probar un espejo esférico. El dispositivo se sitúa cerca del centro de curvatura del espejo puesto a prueba. Presenta un patrón de minúsculos parches opacos con simetría inversa, pero con forma y distribución aleatoria.
- (1) Una cierta fracción de la luz pasa directamente a través del interferómetro, es reflejada por el espejo, pero entonces es dispersada cuando encuentra el dispositivo por segunda vez. Esta luz directa dispersada forma el rayo de referencia.
- (2) Una cierta fracción de la luz es dispersada cuando pasa a través del interferómetro, es reflejada por el espejo, pero entonces pasa directamente a través del interferómetro cuando lo encuentra por segunda vez. Esta luz forma el rayo de prueba, que se combina con el de referencia para formar patrones de interferencia.
- (3) Una cierta fracción de la luz pasa directamente a través del interferómetro en sus dos encuentros. Esta luz "directa-directa" genera una pequeña, zona brillante indeseable.
- (4) Una cierta fracción de la luz se dispersa en sus dos encuentros con el interferómetro. Esta luz "dispersada-dispersada" reduce el contraste global del patrón de interferencia.[31]

## Otras configuraciones
Existen otras configuraciones de interferómetro de trayecto común descritas documentalmente, como el interferómetro de foco doble, el interferómetro de prisma de Saunders y muchos otros.